# موقع مليتا العسكري

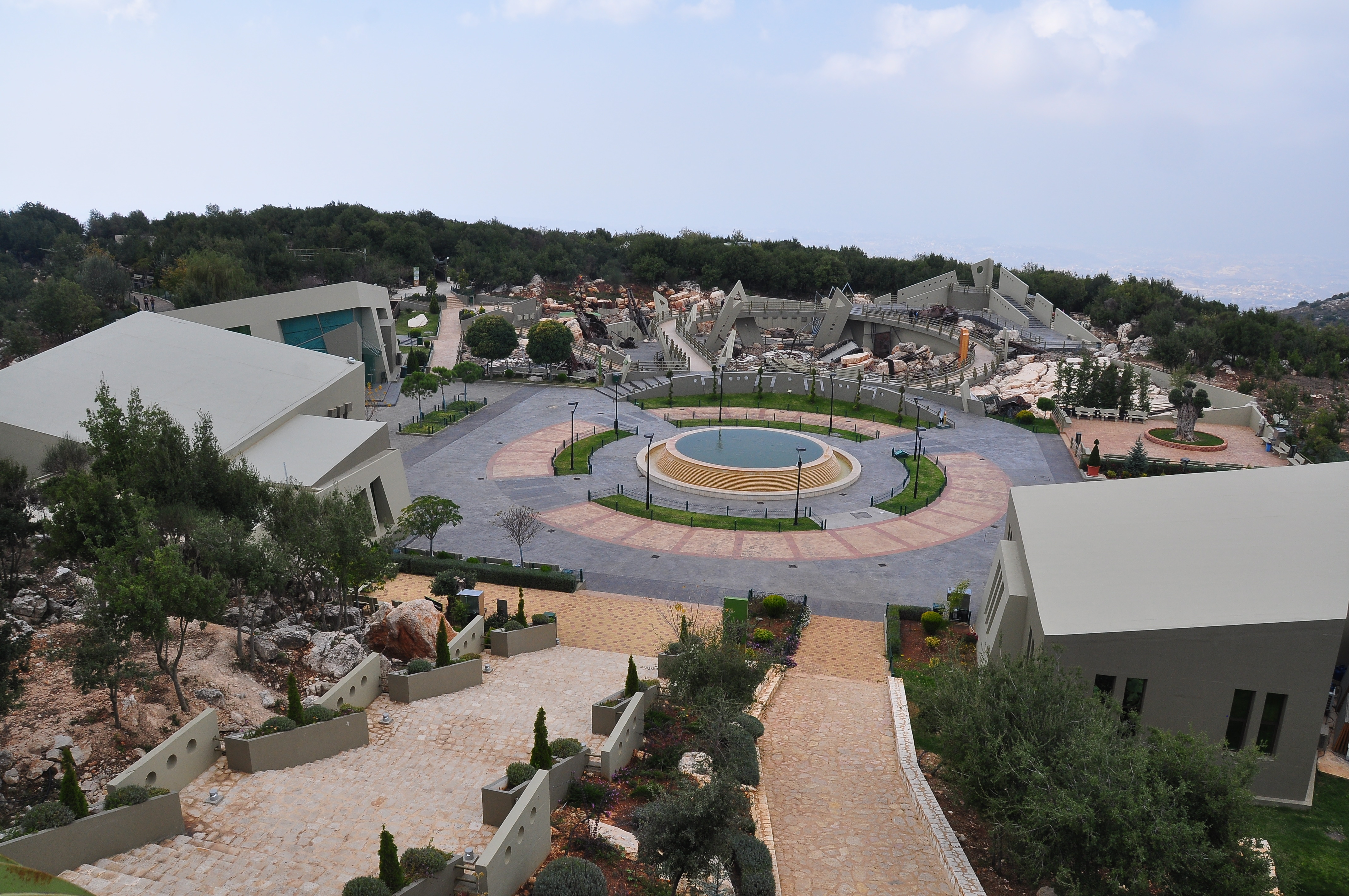
معلم مليتا للسياحة الذي افتتحه حزب الله على أرض الموقع

موقع مليتا العسكري وهو أحد القواعد العسكرية السابقة للمقاومة الإسلامية في لبنان (الجناح العسكري لحزب الله). ويقع على جبل مليتا فوق بلدتي جرجوع وعين بوسوار على ارتفاع 1100م عن سطح البحر. تشرف هذه المنطقة على مساحات واسعة من الجنوب اللبناني وحتى الجليل الأعلى وساحل فلسطين الشمالي ويمكن رؤية منارتي صور وحيفا منها ليلاً بالعين المجردة. حتى 25 أيار 2000 كان موقع مليتا العسكري موقعاً متقدماً للمقاومين في مواجهة عدد من أكثر مواقع الاحتلال تحصيناً، كبئر كلّاب وسُجُد وكسّارة العروش وتومات نيحا. وبينها وبين الاحتلال، منطقة كمائن دائمة.
لعبت هذه القاعدة دوراً بارزاً في عمليات المقاومة ضد جيش الاحتلال الإسرائيلي. ونظرا لأهميتها التاريخية افتتح حزب الله متحفا عسكريا مفتوحا تحت اسم معلم مليتا للسياحة الجهادية.